# Cercando il sole
Cercando il sole è un album del cantautore italiano Enzo Gragnaniello, pubblicato nel 1994.

## Tracce
1. 'E criature – 3:44
2. Cercando il sole – 4:05
3. Cu mme – 5:26
4. Donna – 4:25
5. Giacumino – 3:07
6. L'amore ca nun vene – 4:29
7. Si fosse nato – 4:33
8. Scenne l'argiento – 6:26
9. Statte vicino a me – 3:43
10. Strade che non si inventeranno mai da sole – 4:36
11. Va' a Marechiaro – 3:46